# Сагчудак (остров)
Сагчудак (англ. Sagchudak Island) — небольшой остров в составе группы Андреяновских островов, которые в свою очередь входят в состав Алеутских островов. В административном отношении относится к зоне переписи населения Западные Алеутские острова, штат Аляска, США.
Расположен примерно в 1,5 км от южного побережья острова Атка. Остров составляет примерно 2,3 км в длину и 1 км в ширину. Максимальная высота — 27 м над уровнем моря. Алеутское название острова было записано вице-адмиралом Тебеньковым в 1852 году.